# Octavio Mora
Jesús Octavio Mora Llamas (ur. 28 listopada 1965 w Guadalajarze) – meksykański piłkarz występujący na pozycji ofensywnego pomocnika lub napastnika, reprezentant Meksyku, trener piłkarski.
Jego syn Jorge Mora, brat Víctor Hugo Mora, szwagier Daniel Guzmán i syn szwagra Daniel Guzmán Jr. także są piłkarzami.

## Kariera klubowa
Mora pochodzi z miasta Guadalajara i jest wychowankiem tamtejszego zespołu Universidad de Guadalajara. W meksykańskiej Primera División zadebiutował 14 maja 1984 w zremisowanym 1:1 spotkaniu z Chivas, natomiast pierwszego gola strzelił 2 września tego samego roku w wygranej 3:0 konfrontacji z Morelią. W sezonie 1988/1989 dotarł z Universidadem do finału Copa México, natomiast dwa lata później już zwyciężył w krajowym pucharze. W międzyczasie, w rozgrywkach 1989/1990, wywalczył ze swoją ekipą wicemistrzostwo Meksyku. Ogółem barwy Universidadu reprezentował przez ponad dziewięć lat, zdobywając 64 bramki w 220 ligowych konfrontacjach.
Latem 1993 Mora został zawodnikiem stołecznego Cruz Azul, gdzie spędził trzy lata w roli kluczowego zawodnika zespołu. W sezonie 1994/1995 wywalczył z Cruz Azul wicemistrzostwo kraju, zdobywając wówczas 15 goli w 38 spotkaniach. Karierę piłkarską zakończył w wieku 33 lat jako zawodnik CF Monterrey.

## Kariera reprezentacyjna
W seniorskiej reprezentacji Meksyku Mora zadebiutował jeszcze jako zawodnik Universidadu, 29 marca 1988 w wygranym 8:0 meczu towarzyskim z Salwadorem, w którym strzelił dwa gole dla swojej kadry. Pięć lat później został powołany przez selekcjonera Miguela Mejíę Baróna na Złoty Puchar CONCACAF. Meksykanie triumfowali wówczas w tych rozgrywkach, a Mora rozegrał wówczas pięć meczów, w których trzykrotnie wpisywał się na listę strzelców. Bilans reprezentacyjny zakończył na siedmiu zdobytych bramkach w 13 meczach.

## Kariera trenerska
Karierę szkoleniową Mora rozpoczynał jako trener skromnego drugoligowego klubu Atlético Cihuatlán. W jesiennym sezonie Apertura 2003 poprowadził w czterech meczach pierwszoligowy Querétaro FC, notując jeden remis i trzy porażki. Później przez kilka miesięcy pełnił funkcję szkoleniowca drugoligowego Delfines de Coatzacoalcos. Przez rok był po raz drugi trenerem Cihuatlán, a przez dwa sezony prowadził trzecioligową ekipę Loros de la Universidad de Colima. W 2011 roku został zatrudniony przez byłego kolegę boiskowego Daniela Guzmána na stanowisku szkoleniowca juniorów i rezerw drugoligowego Tiburones Rojos de Veracruz.